# Mardara
Mardara — рід совкових з підродини совок-п'ядунів, який зустрічається в Азії та Північній Америці.

## Систематика
У складі роду:
- Mardara albostriata Hampson, 1893
- Mardara calligramma Walker, 1865
- Mardara yunnana Collenette, 1951